# Марто-Іванівка
Ма́рто-Іва́нівка — село в Україні, в Олександрійській міській громаді Олександрійського району Кіровоградської області.

## Історія
о. Григорій Гаценко в день Св. Трійці освятив відбудовану селянами церкву Св. Воскресіння в 1942 р.

## Вулиці
У селі налічується 12 вулиць та 3 провулки. Кілька з них були перейменовані у 2016-24 роках у межах декомунізації та деколонізації, спричинених російським вторгненням в Україну.
| Сучасна назва         | Тип   | Колишні назви                                                              | Примітки |
| --------------------- | ----- | -------------------------------------------------------------------------- | --- |
| Богдана Ступки        | вул.  | Воронова (змінено: ріш. м.р. від 05.12.2023 № 746)                         | Ступка Богдан Сильвестрович                                                                                          |
| Богдана Хмельницького | вул.  | Першотравнева (змінено: ріш. м.р. від 05.12.2023 № 746)                    | Богдан Хмельницький                                                                                                  |
| Героїв Небесної Сотні | вул.  | Пожарського (змінено: ріш. м.р. від 05.12.2023 № 746)                      | Небесна сотня |
| Затишна               | вул.  | 40-річчя Перемоги (змінено: ріш. м.р. від 05.12.2023 № 746)                | |
| Івана Гороновича      | вул.  | Жовтнева, Горонович (у 2016-22 рр; змінено: ріш. м.р. від 30.09.2022№ 499) | Горонович Іван Іванович (1837—1909), юрист, земський діяч, перший голова Олександрійської земської управи (1865-71). |
| Лугова                | вул.  |                                                                            | |
| Новоселів             | вул.  |                                                                            | |
| Самохвалова           | вул.  |                                                                            | |
| Світанкова            | вул.  | Конєва(змінено: ріш. м.р. від 30.09.2022 № 499)                            | |
| Степова               | вул.  |                                                                            | |
| Тиха                  | вул.  | Пролетарська                                                               | |
| Цегельна              | вул.  |                                                                            | |
| Гайдамацький          | пров. | Івана Кожем'якіна (змінено: ріш. м.р. від 05.12.2023 № 746)                | Гайдамаки |
| Цегельний             | пров. |                                                                            | |
| Шкільний              | пров. |                                                                            | |

## Населення
За переписом населення України 2001 року в селі мешкало 1118 осіб.

## Освіта
У селі діє навчально-виховний комплекс «Марто-Іванівський загальноосвітній навчальний заклад І–ІІ ступенів — дошкільний навчальний заклад».